# Nova Pádua
Nova Pádua (en italiano:Nuova Padova) es un municipio brasileño del estado de Rio Grande do Sul.
Se encuentra ubicado a una latitud de 29º01'43" Sur y una longitud de 51º18'24" Oeste, estando a una altitud de 638 metros sobre el nivel del mar. Su población estimada para el año 2004 era de 2.444 habitantes.

## Historia
La colonizcion empezo en 1886, con la llegada de inmigrantes italianos desde el Veneto, en Italia. Al início de 1886, siete famílias desde el Vêneto llegaron para vivir en el Rio Grande do Sul en la localidad llamada Nova Pádua. Eran famílias de Francesco Mantovani, comerciante; Carlo Mantovani, profesor; Giuseppe Zanini, herrero; Pietro Sartor, Francesco Menegat, Pasquale Pauletti y Pietro Menegat, todos agricultores. El 27 de diciembre de 1892, Nova Pádua recibió a su primer padre catolico: el padre Giuseppe Candido Dalmazzi. Debido a su rápido desenvolvimento, Nova Pádua fue promovida a 4º Distrito de Caxias do Sul, el 13 de Abril de 1904, perteneciendo al municipio hasta 1926, cuando fue incorporada al nuevo municipio de Nova Trento - Flores da Cunha. Como en el distrito de este municipio, Nova Pádua logró éxitos en escuelas, caminos y electrificación rural. Municipio de Nova Padua

El 10 de noviembre de 1991, la población de Nova Pádua decidió emanciparse tras el plebiscito. Su creación como municipio fue decretada el 20 de marzo de 1992 por el gobernador Alceu Collares.
Localizada na Serra Gaúcha, Nova Pádua está organizada para mantener sus 2.557 habitantes (población estimada por el IBGE en 2015) en armonía con el trabajo y en la naturaleza, emblemas  del municipio. Con un clima definido, las cuatro estaciones del año dan buena producción agrícola, especialmente de  hortifrutícolos.
Ocupa una superficie de 102,55 km².
Nova Padua es una de las localidades donde se habla el Talian, lengua cooficial del municipio.